# Керченський півострів

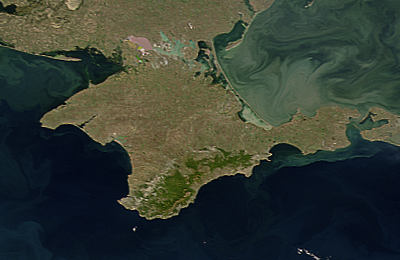
Керченський півострів — на сході Криму.

Ке́рченський піво́стрів (крим. Keriç yarımadası) — східна частина Кримського півострова.

## Розташування
Омивається на півночі Азовським морем, на сході — Керченською протокою, на півдні — Чорним морем, на заході з'єднується із Кримським півостровом Ак-Монайським перешийком завширшки 17 км. Площа близько 3 тис. км².

## Географія
У північно-східній частині — пагорби (висота до 190 м), складені переважно вапняками, глинами й пісковиками. Багато грязьових вулканів. Південно-західна частина Керченського півострова рівнинна, складена переважно палеогеновими глинами. На Керченському півострові є озера й русла тимчасових водотоків. Клімат помірно континентальний, з помірно м'якою майже безсніжною зимою та жарким і сухим літом. Середня температура січня — −1,5 °C, липня +23,5 °C. Опадів 500 мм на рік. Спостерігаються сильні східні й північно-східні вітри. Ґрунти — південні чорноземи й темно-каштанові, нерідко засолені. Більша частина поверхні розорана.
На Керченському півострові розташований Керченський залізорудний басейн. За назвою Керченського півострова названо мінерал керченіт.
На півострові з V ст. до н. е. по IV ст. н. е. розташовувалася європейська частина Боспорського царства зі столицею Пантікапеєм (сучасний Керч).